# Firelei Báez

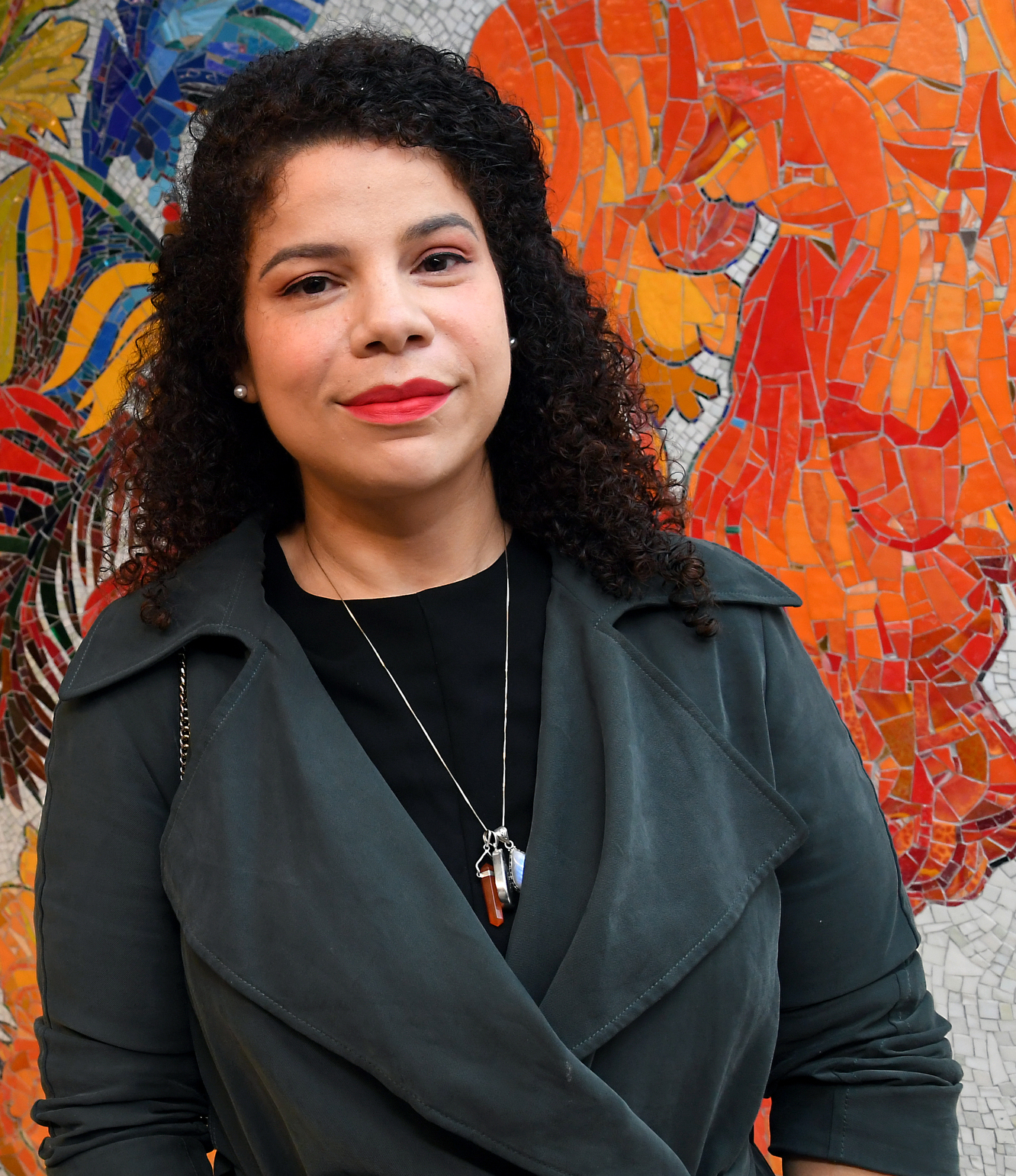
Firelei Báez (2018)

Firelei Báez (* 1981 in Santiago de los Caballeros, Dominikanische Republik) ist eine Künstlerin mit Wohnsitz in New York City. Sie ist für ihre komplizierten Arbeiten auf Papier und Leinwand sowie für ihre großformatigen Skulpturen bekannt.

## Leben und Arbeit
Báez wurde in Santiago de Los Caballeros geboren und wuchs in Dajabón auf, einer Marktstadt an der Grenze der Dominikanischen Republik zu Haiti. Im Alter von 9 Jahren zog sie mit ihrer Familie nach Miami.
2004 erhielt sie ihren Bachelor of Fine Arts an der Cooper Union’s School und besuchte 2008 die Skowhegan School of Painting and Sculpture, ein neunwöchiges Intensivprogramm für angehende Künstler. 2010 schloss sie ihren Master of Fine Arts am Hunter College in New York ab.
Im Herbst 2015 erlangte Báez mit den Einzelausstellungen „Patterns of Resistance“ im Utah Museum of Contemporary Art und „Bloodlines“ im Perez Art Museum Miami Aufmerksamkeit. In „Bloodlines“ erforschte sie auf provokative Art die Methoden des Widerstands in schwarzen Gesellschaften in den Vereinigten Staaten und der Karibik. In der Serie „Can I Pass? Introducing the Paper Bag to the Fan Test“ (2010–12), für die sie täglich über zwei Jahre den Hautton ihres Gesicht anhand ihres Unterarms porträtierte, weist Báez auf die sozialen Schichtungen basierend auf dem Phänotyp hin. Der Titel dieser Arbeit verweist auf zwei unwissenschaftliche Tests, die im 19. Jahrhundert in den Vereinigten Staaten verwendet wurden, um den „afrikanischen Anteil“ eines Menschen zu bestimmen: die Helligkeit des Hauttons einer Person wurde mit einer braunen Papiertüte gemessen und die Grobheit des Haares mit einem Föhn.
Eine andere Arbeit dieser Ausstellung „Sans-Souci (This Threshold Between a Dematerialized and a Historicized Body, 2015)“ zeigt auf einem großformatigen Gemälde eine rothäutige Frau, die einen kunstvollen Tignon trägt, eine Kopfbedeckung, die freie kreolische Frauen tragen mussten, als New Orleans unter spanischer Herrschaft war. Die Tignons waren ein Zeichen für die Beziehung der Frauen zu Sklaven und sollten weiße Männer vor Lust schützen. Die Frauen ließen sich jedoch nicht einschüchtern und trugen statt schlichten Kopfbedeckungen farbenfrohe Kreationen, die zu dem wurden, was Báez in ihrem neoklassizistischen Porträt „Sans Souci“ verarbeitet.
2017 war sie bei der Kunstpreisausstellung der Pinchuk Art Foundation auf der Biennale in Venedig vertreten.
Im Jahr 2018 wurde sie von der Metropolitan Transportation Authority beauftragt, zwei Wandmalereien im Zwischengeschoss für die U-Bahn-Station 163 St-Amsterdam Avenue zu installieren. Im November hatte sie eine Ausstellung im Museum of Modern Art namens „The Modern Window: For Améthyste and Athénaire (Exiled Muses Beyond Jean Luc Nancy’s Canon)“. In dieser Installation porträtierte Báez die Töchter des Königs Henri Christoph, von denen es keine Gemälde oder Fotografien gibt, womit die Porträts als einziges physisches Zeugnis für die Bedeutung der Schwestern innerhalb der größeren Erzählung der haitianischen Revolution als temporäres Monument fungierte.
2019 nahm sie an der von Gabi Ngcobo kuratierten 10. Berlin Biennale mit dem Titel „We dont need another hero“ teil. Baéz beteiligte sich mit einer klassizistischen Ruine, einer Nachbildung von Sans Souci in Haiti, die sie vor der Akademie der Künste im Hansaviertel errichtete. Mit dem Nachbau des karibischen Palais, welches gerade nicht das Schloss Sanssouci in Potsdam von Friedrich II ist, sondern von König Henri Christoph, der als Sohn eines Sklaven geboren war, beleuchtete Baéz ein wichtiges Symbol für ein erwachendes schwarzes Selbstbewusstsein.
Báez wird derzeit von der James Cohan Gallery und der Kavi Gupta Gallery vertreten.

## Ausstellungen (Auswahl)

### Einzelausstellungen
- 2010: This elusive mirror image of matter, Times Square Gallery, Hunter College, New York
- 2012: Psycho*Pomp, Sheppard Fine Arts Gallery at the University of Nevada, Reno
- 2012: Not Even Unalterable Limitations, Richard Heller Gallery, Santa Monica
- 2013: Appendix to a Memory Table, Richard Heller Gallery, Santa Monica
- 2015: Firelei Báez: Bloodlines, kuratiert von Maria Elena Ortiz, Pérez Art Museum, Miami
- 2017: Firelei Báez: To See Beyond Its Walls (and access the places that lie beyond), Kemper Museum of Contemporary Art, Kansas City
- 2018: To See Beyond, Contemporary Arts Center Cincinnati
- 2018: Firelei Báez: Joy Out of Fire, The Schomburg Center for Research in Black Culture and The Studio Museum in Harlem
- 2018: The Modern Window: For Améthyste and Athénaire (Exiled Muses Beyond Jean Luc Nancy’s Canon), Anaconas, The Museum of Modern Art, New York
- 2019: Firelei Báez, new work, Witte de With Contemporary Art, Rotterdam
- 2019: A Drexcyen Chronocommons (To win the war you fought it sideways), James Cohan, New York
- 2021: Firelei Báez, ICA/Boston Watershed, Institute of Contemporary Art/Boston
- 2022: Falala – Meine Heimat, Duisburger Kunsthalle
- 2024: Firelei Báez: Trust Memory Over History, bis 13.10.2024 im Kunstmuseum Wolfsburg

### Gruppenausstellungen
- 2011: Museum as Hub: Alpha’s Bet is Not Over Yet, The New Museum of Contemporary Art, New York
- 2012: ACIREMA, kuratiert von Cesar Garcia, Honor Fraser Gallery, Los Angeles
- 2013: Drawn to Nature, kuratiert von Jennifer McGregor at Wave Hill, New York
- 2014: Context and Counteractions: Selected Works by the 2013–2014 FAWC Visual Art Fellows, Pérez Art Museum Miami
- 2016: American Histories, Pi Artworks, London, United Kingdom
- 2017: The Neighbors, part three: Love Thy Neighbor, Firelei Báez, Ignacio González-Lang, and Irvin Morazan, The Bronx Museum of the Arts, The Bronx
- 2018: 10. Berlin Biennale
- 2018: A Space for Thought, Brand New Gallery, Milan, Italien
- 2019: An Opera for Animals, Para Site, Hong Kong; traveled to Rockbund Art Museum, Shanghai, China
- 2019: Fixed Cotained, Kotaro Nukaga, Tokio
- 2021: Artes Mundi 9, National Museum Cardiff, Wales
- 2021: CARNIVALESCA – Was Malerei sein könnte, Kunstverein Hamburg

## Publikationen
- Maria Elena Ortiz, Neima J. Keith und Roxane Gay: Firelei Báez: Bloodlines, Perez Art Museum (Hrsg.), 2015, ISBN 978-0-9898546-7-2